# إيميلي هوبهاوس
إيميلي هوبهاوس (بالإنجليزية: Emily Hobhouse)‏ (9 أبريل 1860 – 8 يونيو 1926) هي ناشطة نسوية وداعمة لسياسات الرفاهية والسلامية. تُعرف في المقام الأول لمجهودتها في توعية الشعب البريطاني والعمل على تغيير الأوضاع المزرية داخل معسكرات الاعتقال البريطانية في جنوب أفريقيا التي وُظفت في حبس نساء البوير وأطفالهن أثناء حرب البوير الثانية.

## مطلع حياتها
وُلدت هوبهاوس في سانت إيف بالقرب من أبرشية ليسكارد في كورنوال، وهي ابنة كارولين وريجينالد هوبهاوس، كاهن أنجيلي وأول رئيس شمامسة في أبرشية بودمين. وأخوها هو ليونارد هوبهاوس، ناشط سلام ومؤيد لليبرالية الاشتراكية. وهي ابنة العم الثانية لناشط السلام ستيفن هنري هوبهاوس الذي ترك فيها تأثيرًا عظيمًا.
توفيت والدتها عندما كان عمرها 20 سنة، وقضت 14 سنة تالية ترعى والدها الذي كان في حالة صحية سيئة. بعد وفاة والدها عام 1895 انتقلت إلى مينيسوتا حتى تتكفل بأعمال الرعاية من أجل عمال المناجم الذين يعملون هناك، وقد جهزت زوجة رئيس أساقفة كانتربيري لرحلتها. أثناء إقامتها قابلت جون كار جاكسون وخُطبت إليه، ثم اقتنى الزوجان مزرعة مواشي في المكسيك، ولكنها لم تزدهر ولم تؤتِ ثمارها، وفي النهاية أُلغيت خطبتهما. وبعدها عادت هوبهاوس إلى إنجلترا عام 1898 بعدما جازفت بمعظم مدخراتها في هذا المشروع الفاشل. عُلقت طرحة عرسها التي لم ترتدها قط في المقر الرئيس لجمعية النساء البرتقالية في بلومفونتين، أول منظمة تدعم رفاهية النساء في دولة البرتقال الحرة (رمز للتعبير عن إخلاصها لحقوق النساء).

## حرب البوير الثانية

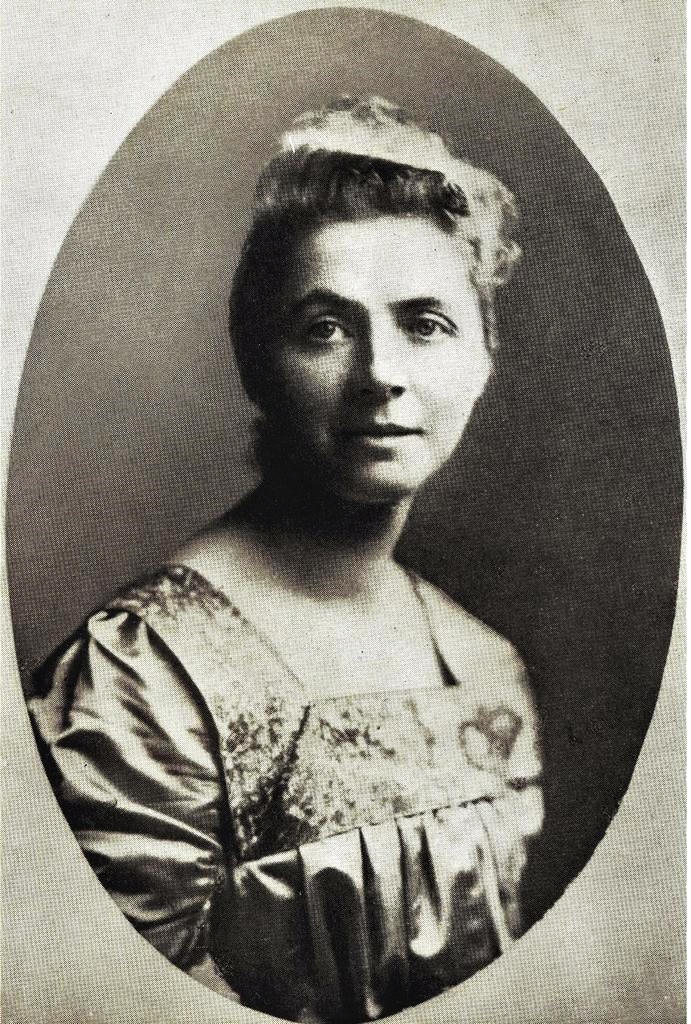
إيميلي هوبهاوس ضد الحرب، 1916

بعد نشوب حرب البوير الثانية في جنوب أفريقيا في شهر أكتوبر من عام 1899، دعاها النائب الليبرالي ليونارد كورتني لتكون أمينة فرع منظمة الصلح في جنوب أفريقيا للنساء الذي كان يترأسه كورتني بنفسه. كتبت هوبهاوس عن ذلك:
«علمت في نهاية صيف 1900 أن العمليات العسكرية أدت إلى إفقار المئات من نساء البوير وتركهن في حالة مزرية... هُجّرت هؤلاء النساء من مكان إلى آخر وكنّ في أمس الحاجة للحماية والمساعدة المنظمة».
لذلك أنشأت صندوق الاستغاثة من أجل نساء جنوب أفريقيا وأطفالها، وأبحرت إلى مستعمرة كيب في 7 ديسمبر 1900 للإشراف على توزيع الإمدادات، ووصلت في 27 ديسمبر. كتبت لاحقًا:
«غادرت بطبيعة الحال ملبية نداء إحساسي بوحدة النساء... عندما يهتز المجتمع من جذوره ينادي البؤساء بعضهم بعضًا، وتزدهر رابطة إنسانية بين جميع الناس توحد البشرية بأكملها».
لم تكن إيميلي تدري بأمر معسكرات الاعتقال (باستثناء معسكر بورت إليزابيث) عندما غادرت لندن، ولكن عند وصولها إلى جنوب أفريقيا علمت بوجود عدة معسكرات أخرى (45 معسكرًا). كانت إيميلي تحمل خطاب توصية إلى المندوب السامي البريطاني، ألفريد ميلنر، من عمتها زوجة آرثر هوبهاوس ابن هنري هوبهاوس، الأمين الدائم في وزارة الداخلية تحت رئاسة السير روبيرت بيل. وكان هنري يعرف ميلنر معرفة شخصية. ثم حصلت إيميلي من ميلنر على حق استخدام شاحنات سكة الحديد بعد موافقة مقدم الجيش، اللورد كيتشنر، بعد أسبوعين، وذلك على الرغم من أن تلك الموافقة سمحت لها بالسفر إلى بلومفونتين بحد أقصى وألزمتها بنقل شاحنة إمدادات واحدة فقط إلى المعسكرات، وهي تزن نحو 12 طنًا.

## الأوضاع في المعسكرات
أقنعت إيميلي السلطات بالسماح لها بزيارة عدة معسكرات اعتقال بريطانية وتقديم المساعدات إليها. أعدت إيميلي تقريرًا عن أوضاع المعسكرات بعنوان «تقرير عن زيارتي لمعسكرات النساء والأطفال في مستعمرات كيب والنهر البرتقالي»، ثم سلمته للحكومة البريطانية في يونيو 1901. بناءً على ذلك التقرير عُقدت لجنة رسمية لمناقشة الأمر، وبُعث وفد من المحققين الرسميين بقيادة ميليسنت فاوست إلى المعسكرات لتفحصها. اتضح لفريق التحقيق أن أسباب معدلات الوفاة العالية تتمثل في تكدس المحتجزين داخل بيئة سيئة غير صحية؛ نتيجة للإهمال وغياب الموارد، إذ وصل عدد الوفيات الكلي خلال فترة تشغيل المعسكرات (18 شهرًا) إلى 26,370 فردًا 24,000 منهم كانوا أطفالًا تحت سن السادسة عشر وعدة أطفال رضّع أيضًا، أي أن معدل وفاة الأطفال يصل إلى نحو 50 طفلًا كل يوم. توضح الاقتباسات التالية من تقرير إيميلي هوبهاوس مدى الإهمال المتعمد من قبل السلطات:
«تمتلئ الخيمة الواحدة في بعض المعسكرات بمجموعتين من الناس، وفي بعض الأحيان ثلاثة مجموعات، وفي العادة يُساق 10 أشخاص أو حتى 12 شخصًا إلى خيام صغيرة جدًا قد تصل سعتها إلى نحو 500 قدم مربع (أي 14 متر مربع)».
«يتسم نظام المعسكرات بالوحشية جملةً وتفصيلًا... كلما استمرت تلك المعسكرات في العمل، مات المزيد من الأطفال».
«لن تُمحى تلك الذكريات بتاتًا من أذهان هؤلاء الناس، وهي أشد وقعًا على الأطفال. يتساقط هؤلاء الناس مرضًا بسبب الحر الشديد دون أخذ حاجتهم من الطعام المناسب. أيًا كان ما قد يفعله المرء لمساعدتهم، وأيًا كان ما تفعله السلطات (التي تفعل كل ما بوسعها في ظني) فهو بلا جدوى. إذ ترى الآلاف من غير القادرين مُحتجزين في ظروف لا يمكنهم تحملها، ولا يرون أمامهم سوى الخراب... ليت البريطانيين هنا ليروا حياة هؤلاء الناس المزرية، ليتهم يرون هذا المشهد البائس. فقد اقتلعت الحرب قرى بأكلمها وألقت بها في مكان قاحل غريب». 
«ذُهلت من أولئك النساء، فقد كن لا يبكين إلا لمامًا، ولا يشتكين أبدًا. يبدو الأمر كما لو أن شدة معاناتهن وإهانتهن وقلقهن فقط ما ينتشلهن من وسط أحزانهن... ولا تبوح إحداهن بمشاعرها إلا عندما يشتد الحال بأولادها».
«أخبرني بعض الأشخاص في البلدة أن هذا المعسكر هو جنة من السعادة. كنت في المعسكر هذا اليوم ورأيت في أحد الأركان الصغيرة ممرضة هزيلة متعبة غارقة في سريرها وهي بالكاد تقدر على حمل نفسها بعدما تكفلت برعاية نحو 30 مريضًا، ولا أحد يساعدها سوى فتاتان غير مدربتان من فتيات البوير، وهي تطهو الطعام أيضًا إلى جانب التمريض. في الخيمة المقابلة رأيت طفلًا رضيعًا بعمر ستة أشهر وهو يلفظ أنفاسه الأخيرة على حجر أمه، ورأيت اثنان أو ثلاثة آخرين يتساقطون من الإعياء من شدة الحر.
بعدها رأيت طفلة بعمر 21 يومًا تحتضر راقدةً على نقالة. وبجانبها يقف والدها ضخم الجثة رقيق الطباع راكعًا بينما تشاهد زوجته في الخيمة المقابلة طفلة بعمر السادسة تحتضر، وأخرى بعمر الخامسة تسقط من الإعياء. فقد هذان الأبوان ثلاثة من أطفالهما في المستشفى بالفعل وهما يفعلان كل ما بوسعهما للحفاظ على الثلاثة المتبقين، رغم أنني توسلت لإخراجهم من تلك الخيمة الحارة. لا يمكنني وصف رؤية أولئك الأطفال وهم يحتضرون. يبدو الأمر تمامًا مثل الزهور الذابلة المتساقطة. وعلى المرء هنا أن يشاهد هذا البؤس وهو مكتوف الأيدي». 
«كان طفلًا جميلًا ثم تدهور به الحال حتى لم يبقَ منه سوى الجلد والعظام... وهن الطفل كثيرًا حتى أصبح من المحال أن يستعيد صحته. فعلنا جل ما كان بوسعنا ولكنه مات. لم يبلغ من العمر سوى 3 شهور ولكنه كان عذبًا جميلًا... كان على قيد الحياة في الصباح، وعندما زرته في الظهيرة أشاروا إلي بأن آتي لأشاهده راقدًا وهو يمسك بزهرة بيضاء في يده الصغيرة. بحسب ما آراه فقد كان قتيلًا بريئًا. وبعدها بساعة أو اثنتان مات طفل آخر، ثم مات طفل آخر في منتصف الليل، ثم رأيت الثلاثة إلى جانب بعضهم بينما يلتقط المصور صورًا لهم حتى نريها لآبائهم الغائبين يومًا ما. رأيت النعوش البيضاء الصغيرة وهي تنتظر في الخارج أمام البوابة. سعدت لرؤيتهم في نعوشهم، ففي سبرنغفونتين دُفنت امرأة شابة في شوال، وتأذى الناس من ذلك إلى حد يرثى له.»

### الخيام
«تصور معي شدة الحرارة خارج الخيام واختناق الناس بداخلها! ...إذ يخترق لهيب الشمس قماش الخيام، ويمتلئ المكان بالذباب بكثافة في كل مكان. لم أجد هناك كرسيًا أو منضدة أو أي مكان يتسع لمثل تلك الأشياء، لم أجد سوى صندوق صغير مُخصص لتخزين المؤن. يعيش أطفال السيدة بي الخمسة وخادمة صغيرة في تلك الخيمة. تؤوي بعض الخيام الأخرى عددًا أكبر. لدى السيدة إم ستة أطفال في المعسكر: أحدهما مريض، واثنان منهم مصابان بحمى التيفوئيد في المستشفى، والأربعة الباقين يعيشون في الخيمة. وما أدراك ما بالندى، فهو كثيف للغاية، يخترق قماش الخيمة مبللًا كل شيء... وفي كل صباح ترى الدهاليز ممتلئة بالبطاطين وغيرها من المتعلقات حتى تجف تحت الشمس. أخبرني الطبيب في هذا اليوم أنه يعترض بشدة على أحوال الخيام التي يسكنها الأطفال، وهو يتوقع زيادة معدل الوفيات في يونيو».

### النظافة العامة
«لا وجود للصابون في أي مكان ولا يُعطى هؤلاء نصيبهم منه. لذلك عكفت على إقناع السلطات بتحسين الأوضاع، وبعد بضعة أسابيع من المسائلة شرعوا في توفير الصابون بكميات قليلة جدًا لا تكفي لغسل الملابس والنظافة الشخصية.
تنتشر الحمى في معسكرنا بشكل مخيف ونخشى لذلك من انتشار الوباء، ولذا سوف أوجه طاقتي نحو غلي مياه الشرب القادمة من نهر مودر، فقد قال الأطباء إن ذلك سيقتل جراثيم التيفوئيد.
لكن ليس بوسع هؤلاء الناس غلي الماء على الإطلاق، إذ إن الوقود شحيح لا يكفي حتى لطهي وجبة واحدة في اليوم... ولا يسع هؤلاء سوى أن يفتشوا التلال القاحلة عن أي مصدر للوقود. وإلى جانب ذلك لا يمتلك هؤلاء أي وعاء لحمل الماء عند غليه. لذا اقتُرح منح إناء واحد لكل خيمة واصدار إعلان يلزم الجميع بغلي الماء قبل شربه». 

## وصلات خارجية
- إيميلي هوبهاوس على موقع الموسوعة البريطانية (الإنجليزية)

- إيميلي هوبهاوس على موقع فايند أغريف